# Sisyrinchium andinopatagonicum
Sisyrinchium andinopatagonicum är en irisväxtart som beskrevs av Pierfelice Ravenna. Sisyrinchium andinopatagonicum ingår i släktet gräsliljor, och familjen irisväxter. Inga underarter finns listade i Catalogue of Life.